# Michael Ngadeu-Ngadjui
Michael Ngadeu Ngadju (Bafang, 1990. november 23. –) kameruni válogatott labdarúgó, a KAA Gent játékosa.

## Pályafutása
2016. szeptember 3-án debütált a kameruni labdarúgó-válogatottban a gambiai labdarúgó-válogatott ellen. Tagja volt a győztes válogatottnak, amely a 2017-es afrikai nemzetek kupáján vett részt. A 2017-es konföderációs kupán és a 2021-es afrikai nemzetek kupáján is tagja volt az utazó keretnek.

## Statisztika

### Válogatott
2021. október 11-i állapotnak megfelelően.
| Válogatott | Szezon   | Mérkőzés | Gól |
| ---------- | -------- | -------- | --- |
| Kamerun    | 2016     | 4        | 0   |
| Kamerun    | 2017     | 17       | 2   |
| Kamerun    | 2018     | 4        | 0   |
| Kamerun    | 2019     | 9        | 0   |
| Kamerun    | 2020     | 1        | 0   |
| Kamerun    | 2021     | 7        | 2   |
| Összesen   | Összesen | 42       | 4   |

### Válogatott góljai
2021. október 11-i állapotnak megfelelően.
| #  | Időpont             | Helyszín                                 | Ellenfél      | Gólok | Eredmény | Kiírás                                     |
| -- | ------------------- | ---------------------------------------- | ------------- | ----- | -------- | ------------------------------------------ |
| 1. | 2017. január 18.    | Stade d'Angondjé, Libreville, Gabon      | Bissau-Guinea | 2–1   | 2–1      | 2017-es afrikai nemzetek kupája            |
| 2. | 2017. február 2.    | Stade de Franceville, Franceville, Gabon | Ghána         | 1–0   | 2–0      | 2017-es afrikai nemzetek kupája            |
| 3. | 2021. szeptember 3. | Paul Biya Stadium, Yaoundé, Kamerun      | Malawi        | 2–0   | 2–0      | 2022-es labdarúgó-világbajnokság-selejtező |
| 4. | 2021. október 11.   | Stade Ibn Batouta, Tangiers, Marokkó     | Mozambik      | 1–0   | 1–0      | 2022-es labdarúgó-világbajnokság-selejtező |

## Sikerei, díjai

### Klub
- Slavia Praha
  - Cseh bajnok: 2016–17, 2018–19
  - Cseh kupa: 2017–18, 2018–19
- KAA Gent
  - Belga kupa: 2021–22

### Válogatott
- Kamerun
  - Afrikai nemzetek kupája: 2017